# 卡斯克連
卡斯克連是哈薩克的城鎮，由阿拉木圖州負責管轄，是卡拉赛区首府，位於該國東南部，距離舊都阿拉木圖20公里，始建於1860年，面積5.31平方公里，2012年人口61,673。

## 外部連結
- Kaskelen photo （页面存档备份，存于）